# Celleporaria brunnea
Celleporaria brunnea is een mosdiertjessoort uit de familie van de Lepraliellidae. De wetenschappelijke naam van de soort is voor het eerst geldig gepubliceerd in 1884 door Hincks.